# أندي كلارك (لاعب كرة قدم)
أندي كلارك (بالإنجليزية: Andy Clark)‏ هو لاعب كرة قدم بريطاني (وحمل سابقاً جنسية المملكة المتحدة لبريطانيا العظمى وأيرلندا) في مركز الدفاع، ولد في 16 مارس 1880 في المملكة المتحدة، وتوفي في 10 أغسطس 1940. لعب مع ستوك سيتي ونادي إيست فيف ونادي برينتفورد ونادي بليموث أرجايل ونادي ساوثيند يونايتد وهارت أوف ميدلوثيان وهاميلتون أكاديميكال ونادي ليدز ‏.